# Sexten
Sexten (wł. Sesto) – miejscowość i gmina we Włoszech, w regionie Trydent-Górna Adyga, w prowincji Bolzano (Tyrol Południowy).
Liczba mieszkańców gminy wynosi 1940 (dane z roku 2009). Język niemiecki jest językiem ojczystym dla 96,58%, włoski dla 3,2%, a ladyński dla 0,22% mieszkańców (2001).

## Turystyka
Miasto znane jest jako ośrodek sportów letnich i zimowych. Znane jest również z „Zegara Słonecznego w Sexten”, utworzonego przez pięć szczytów Dolomitów: Neuner, Zehner (Sextner Rotwand), Elfer, Zwölfer i Einser. Miasto słynie również z tyrolskich szopek bożonarodzeniowych, szlaków turystycznych, gór, formacji skalnych oraz flory i fauny.
Sexten posiada również krytą halę wspinaczkową o wysokości 16,5 metra, zwaną Dolomitarena.
Ośrodek narciarski Rotwand posiada najbardziej stromą, przygotowaną trasę narciarską we Włoszech. Czarna trasa Holzriese ma maksymalne nachylenie do 71%.
W Sexten znajduje się również kilka torów saneczkowych: tor saneczkowy Rotwand (oświetlony wieczorem) i tor saneczkowy Signaue są dostępne za pomocą kolejek linowych; tory saneczkowe Innerfeldtal i Klammbachalm to klasyczne naturalne tory saneczkowe, które prowadzą do zarządzanych schronisk alpejskich.

## Współpraca
Miejscowość partnerska:
- Zermatt, Szwajcaria